# Kasba Tadla

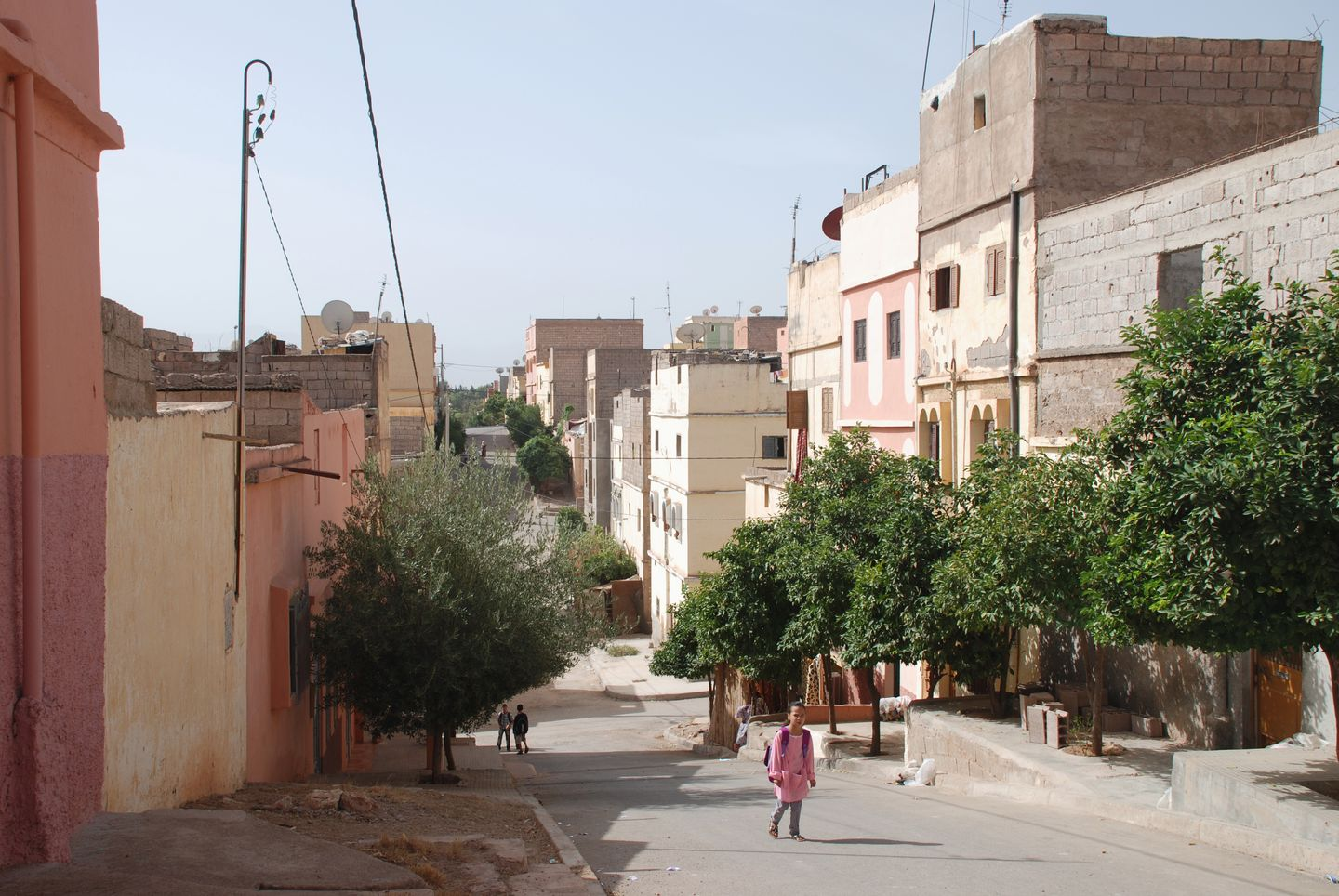
Gata i Kasba Tadla.

Kasba Tadla är en stad i Marocko och är belägen i provinsen Béni Mellal som är en del av regionen Béni Mellal-Khénifra. Folkmängden uppgick till 47 343 invånare vid folkräkningen 2014.